# Komisówka
Grusza 'Komisówka' – odmiana uprawna (kultywar) gruszy należąca do grupy grusz zachodnich o późnej porze dojrzewania (odmiana zimowa). Odmiana bardzo stara, otrzymana w ogrodzie Związku Ogrodniczego (Société d'horticulture d'Angers et du département du Maine-et-Loire) w Angers we Francji. Po raz pierwszy owocowała w 1849 roku. Do uprawy w Europie Zachodniej weszła bardzo szybko i zyskała uznanie. W wielu krajach jest podstawową odmianą, po najpopularniejszej Konferencji. W Polsce znana od bardzo dawna, lecz nigdy nie była uprawiana na szeroką skalę, choć można ją spotkać w każdym typie sadu i w uprawie amatorskiej. Do Rejestru Odmian prowadzonego przez Centralny Ośrodek Badania Odmian Roślin Uprawnych wpisana w 1990 roku.

## Morfologia
PokrójDrzewo rośnie silnie, czasem nawet bardzo. Tworzy koronę wzniesioną, o gałęziach długich i grubych, ze średnią liczbą rozgałęzień drugiego i trzeciego rzędu. Owocuje głównie na krótkopędach.
OwoceNajczęściej są duże, czasem średniej wielkości i często niewyrównane pod względem rozmiaru. Na podkładkach karłowych owoce zwykle są większe. Kształt jest szerokojajowaty, o pofalowanej powierzchni. Skórka gładka, zielonożółta, matowa lub lekko błyszcząca, ze słabym, pomarańczowym rumieńcem. Szypułka jest krótka i gruba. Zagłębienie szypułkowe jest płytkie i nieregularne. Zagłębienie kielichowe jest głębokie (jedna z cech pomagających w identyfikacji) o brzegach lekko pofałdowanych. Kielich jest mały i zamknięty. Miąższ ma barwę białokremową, jest bardzo soczysty, nieco aromatyczny, wybitnie deserowy, winnosłodki i bardzo smaczny. Wokół gniazda nasiennego jest cienki pierścień komórek kamiennych.

## Zastosowanie
- Roślina uprawna. W okres owocowania wchodzi średnio późno, w 4-5 roku po posadzeniu, na podkładkach gruszy kaukaskiej może wchodzić w okres owocowania bardzo późno, nawet po 10 latach. Plonuje umiarkowanie obficie i corocznie. W warunkach słabego zapylenia część owoców może powstać partenokarpicznie.
- W wielu krajach (m.in. Stany Zjednoczone, Francja, Holandia), gdzie odmiana jest popularną w uprawie, wyróżnia się szereg barwnych sportów, czasem całkowicie pokrytych czerwonym rumieńcem[4][1].
- Jest odmianą zalecaną do uprawy w Polsce zarówno w sadach towarowych, jak i w uprawie amatorskiej.
- W szkółkarstwie sadowniczym Komisówkę ze względu na dobre zrastanie się z innymi odmianami stosuje się jako pośrednią, a siewki sporadycznie jako podkładki.

## Uprawa

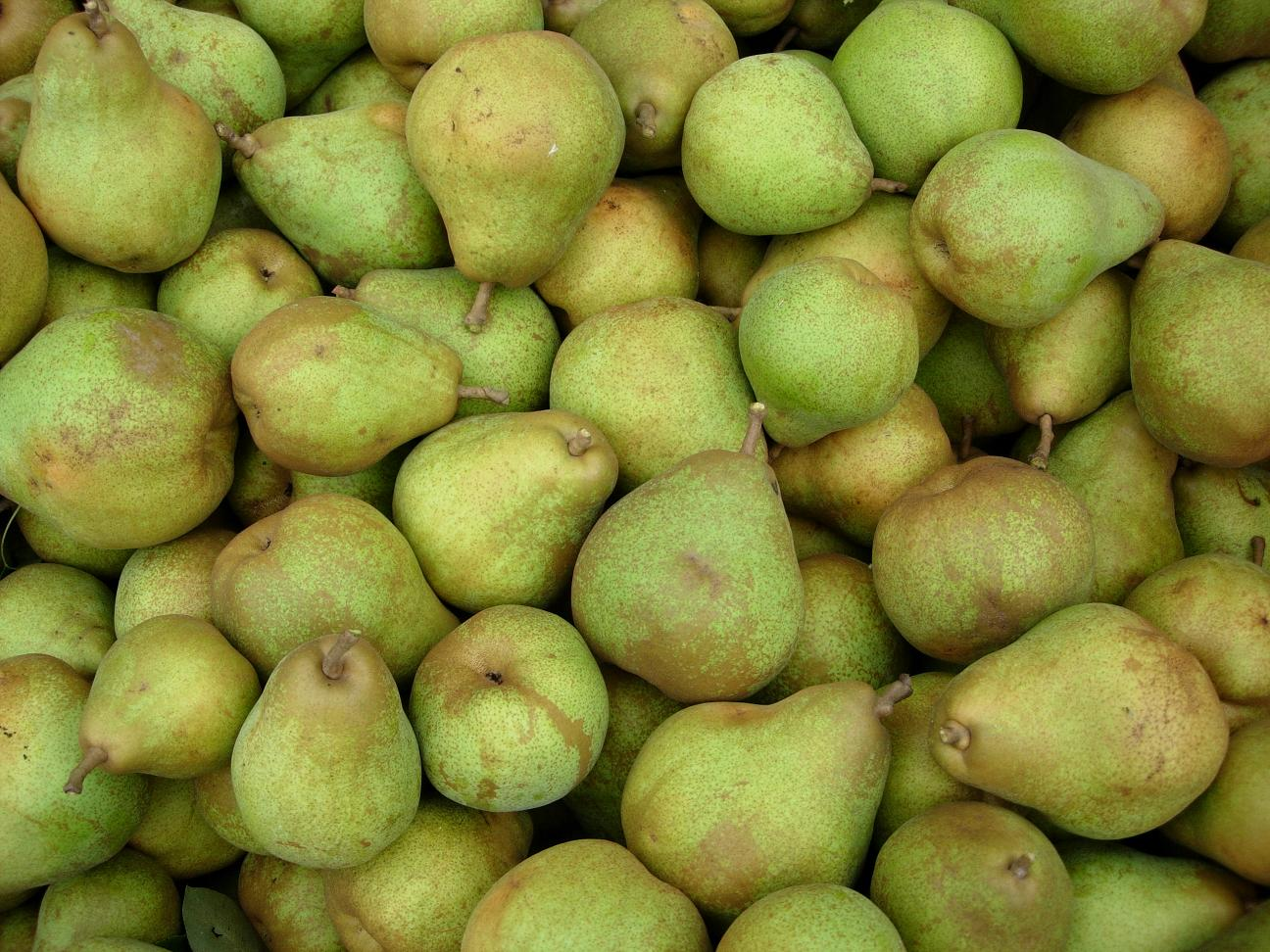
Owoce Komisówki w skrzynce po zbiorze

### Podkładka i stanowisko
Odmiana powinna być uprawiana wyłącznie podkładkach słabo rosnących. Najczęściej stosowana powinna być pigwa S1. Wymaga gleb żyznych, głębokich i ciepłych, zacisznych stanowisk.

### Zapylenie
Jest odmianą triploidalną, przez co nie nadaje się do uprawy jako zapylacz, a sama do dobrego owocowania wymaga zapylenia pyłkiem innej odmiany. Dobrymi zapylaczami są między innymi Faworytka, Konferencja, Bera Hardy, Bonkreta Williamsa. Kwitnie dość późno i długo, lecz kwiaty są wrażliwe na przymrozki.

### Zdrowotność
Komisówka jest odmianą średnio wytrzymałą na mróz. Jest dość odporna na parcha gruszy, lecz wrażliwa na zarazę ogniową. Jest odporna na choroby kory i drewna.

### Zbiór i przechowywanie
W warunkach polskich w zależności od rejonu i typu gleby dojrzałość zbiorczą osiąga od początku do połowy października. Przechowuje się dość dobrze, w przechowalni do grudnia a w chłodni zwykłej można ją przechować do końca stycznia, natomiast w chłodni z kontrolowaną atmosferą nawet do kwietnia.